# Osmanisch-Polnischer Krieg 1633–1634
Sasowy Róg – Kamieniec Podolski
Der Osmanisch-Polnische Krieg 1633–1634 (auch Feldzug des Abaza Mehmed Paşa genannt) war ein militärischer Konflikt zwischen den Truppen Polen-Litauens unter dem Kommando von Hetman Stanisław Koniecpolski auf der einen Seite und türkisch-osmanischen Einheiten von Abaza Mehmed Paşa auf der anderen. Eine förmliche Verletzung des Friedenszustands zwischen Polen-Litauen und dem Osmanischen Reich war damit nicht verbunden. Obwohl der osmanische Sultan offiziell selbst keine Kriegspartei war, duldete er die Kriegspläne seines Untergebenen.

## Der Hintergrund
Abaza Mehmed Paşa, ein ehemaliger abchasischer Sklave, war ein bedeutender osmanischer Amtsträger, der 1632 zum Beylerbey der osmanischen Großprovinz Silistrien ernannt wurde, die Teile des heutigen Bulgariens, Rumäniens und der Ukraine umschloss. Nach dem Tod des polnischen Königs Sigismund III. Wasa, brach der russische Zar Michael I. den Waffenstillstand von Deulino und begann einen Krieg gegen Polen-Litauen, den Russisch-Polnischen Krieg 1632–1634. Abaza mobilisierte auf Bitten des Zaren hin türkische Truppen aus Silistrien, die er durch weitere Vasallen der Hohen Pforte, die Moldauer, Walachen und die Horde der Nogaier-Tataren aus dem Jedisan und Budschak verstärkte. Sultan Murad IV. wollte zu dieser Zeit keinen offenen Krieg des Osmanischen Reiches gegen Polen-Litauen riskieren, da er Bedrohungen eher in der asiatischen Hälfte seines Reiches sah. Möglicherweise hatten einige Mitglieder der Hohen Pforte die Aktion des Beylerbeys autorisiert, doch gibt es dafür keine Beweise.

## Die Feldzüge von 1633
Um den 29. Juni 1633 verheerte ein bis zu 2.000 Mann starker Kampfverband der Nogaier-Tataren aus dem Budschak die Gegend um Kamieniec Podolski, eine bedeutende Stadt und Festung in der Region Podolien. Ob die Nogaier dies aus eigener Initiative taten oder ob sie auf Anweisung von Abaza als Späher geschickt wurden, ist unbekannt. Nach zwei Tagen kehrten die Tataren auf das Gebiet des Fürstentums Moldau, das ein Vasallenfürstentum des Osmanischen Reiches war, mit ihrer Beute und den Gefangenen (Jasyr) zurück.
Koniecpolski, der sich in Bar aufhielt, nahm mit ca. 3.000 Mann Kavallerie sofort die Verfolgung auf, als die Nachrichten über die Tatarenrazzia ihn erreicht hatten. Koniecpolski überquerte den polnisch-osmanischen Grenzfluss Dnister, und gelangte, ohne Aufmerksamkeit zu erregen, in das moldauische Gebiet des Osmanischen Reiches, das wenige Jahrzehnte zuvor das Aufmarschgebiet eines vorhergehenden Krieges zwischen dem Osmanischen Reich und Polen-Litauen gewesen war. Indem die Tataren sich auf dem Gebiet Moldaus in Sicherheit wähnten und ihr Tempo verlangsamten, konnte sie Hetman  Koniecpolski mit seinen Reitern am 4. Juli 1633 nahe Sasowy Róg am Fluss Pruth erfolgreich stellen. Die Polen töteten viele Gegner, andere nahmen sie gefangen, der Rest zerstreute sich rasch. Unter den Gefangenen waren einige hohe Vertreter der nogaischen Obrigkeit, so der Schwiegersohn von Khan Temir (polnisch Kantymir), der ein Khan der Nogaier-Horde im Budschak war. Die meiste Beute der Tataren gewann der polnische Feldherr zurück.
Koniecpolski, der ein umfangreiches Spionagenetz in der Region hatte und im Süden Polens für die Außenpolitik die Verantwortung trug, kannte vermutlich die gegen Polen zielenden Kriegspläne von Abaza Paşa. Er kehrte auf das linke Ufer des Dnister zurück und baute ein Kriegslager nahe Kamieniec Podolski. Anschließend rief er nach Verstärkung seiner Truppe, die etwa 3.000 Mann stark war. Dem Aufruf folgten ungefähr 8.000 Mann, bestehend aus Kosaken und privaten Verbänden regionaler Magnaten aus der Ukraine. Abaza begann seinen Marsch in der zweiten Hälfte des September mit ca. 30.000 Mann türkisch-osmanischer Truppen und ca. 10.000 Mann aus der Walachei und der Moldau. Zu ihm stieß ein etwa 15.000 Mann starker Kampfverband der Nogaier-Tataren aus dem Jedisan und Budschak, der durch Kantymir angeführt wurde. Mitte Oktober war er nahe Chotyn und kannte die Vorbereitungen Koniecpolskis. Abaza spielte zunächst die diplomatische Karte aus, um Koniecpolski auszumanöverieren. Erfolglos damit, entschied er sich seine Pläne zu beschleunigen, indem er den Dnister überquerte. Die Schlacht bei Kamieniec Podolski oder bei Paniowce begann mit Kantymirs Angriffen am 20. Oktober gegen das stark bewehrte Kriegslager des Koniecpolski. Am 22. Oktober griff dann Abaza mit all seiner Streitmacht persönlich in das Kriegsgeschehen ein. Seiner Armee gelang, trotz zahlenmäßiger Überlegenheit, kein Durchbruch durch die polnischen Stellungen. Daraufhin beorderte Abaza Paşa wegen starker Verluste in den eigenen Reihen den von den siegreichen Polen ungestörten Rückzug ins Osmanische Reich.

## Das Jahr 1634 und die Folgen
Im Jahr 1634 standen das Osmanische Reich und Polen-Litauen am Rand eines erklärten Krieges. Im April 1634 empfing Sultan Murad IV. den polnischen Gesandten Alexander Trzebinski, den er bei einem öffentlichen Empfang beleidigte, zudem verlangte er Tributzahlungen und die Annahme des Islams durch den polnischen König. Er selbst rüstete eine gewaltige Streitmacht gegen die Rzeczpospolita, die sich in Adrianopel sammelte. Doch statt die Kriegsvorbereitungen des Sultans zu unterstützen, entschied einer seiner mächtigsten Vasallen, Canibek Giray, der Khan der Krim, in den russisch-polnischen Krieg einzugreifen. Gegen polnische Subsidienzahlungen verheerten die Krimtataren wiederholt das russische Kernland. Dies und die gescheiterte russische Belagerung von Smolensk veranlassten Zar Michael I. bei König Władysław IV. um Frieden nachzusuchen. Beide schlossen daraufhin im Juni 1634 den Vertrag von Polanów.
Nach dem Friedensschluss mit den Russen rüstete nun der polnische König Władysław IV. Wasa seinerseits zum Krieg gegen die Türken. Er befahl den kampferprobten Regimentern der Smolensker Kampagne sich zur Machtdemonstration gen Süden nach Podolien direkt bis an die Grenze zum Osmanischen Reich zu begeben, sodass in der Folge etwa 35.000 Mann exklusive kosakische Hilfstruppen sich um das Kommando von Koniecpolski sammelten. Abaza Mehmed Pascha wurde im Frühling 1634 seines Amtes enthoben und durch Murtaza Pascha ersetzt. Dieser schickte unter Vermittlung des österreichisch-kaiserlichen Botschafters von Puchheim im Juli seinen Emissär Çavuş Şahin Ağa mit Trzebinski zu Warschau eröffneten Reichstag um Friedensbedingungen auszuloten und um den Frieden von 1621 zu erneuern. Im August folgten Unterhandlungen Çavuş Şahin Ağas mit Koniecpolski.
In den offiziellen Gesprächen tadelte man Abazas eigenmächtiges Vorgehen gegen Polen und versprach, ihn zu bestrafen. In der Folge wurde er auf Befehl des Sultans wegen „Meuterei“ am 24. August 1634 hingerichtet.
Der im August 1634 geschlossene neue Friedensvertrag zwischen Polen und der Türkei wurde im September 1634 durch Murtaza Pascha bestätigt. Eine offizielle Bestätigung der getroffenen Vereinbarungen (1. Es wurde eine Umsiedlung der Nogaier-Horde im Budschak durch den Sultan fixiert. 2. Der polnische König versprach dafür strengere Kontrolle der Saporoger-Kosaken. 3. Die Besetzung der Fürstensitze zu Moldau und Walachei durch den Sultan erforderte eine Genehmigung durch den polnischen König. 4. Die polnischen Festungen entlang des Dnister an der Grenze zur Türkei wurden nicht zerstört, wie es der Sultan ursprünglich gefordert hatte. 5. Es wurde ein Gefangenenaustausch vereinbart sowie der Handelsvertrag zwischen beiden Reichen erneuert.) im neuen Friedensvertrag erfolgte per Ahdnâme durch den osmanischen Herrscher Murad IV. in den letzten Tagen des Oktobers 1634. Eine Umsiedlung der Nogaier-Horde im Budschak, die der Sultan bei dieser Gelegenheit zugesagt hatte, erfolgte anschließend nicht.